# Sireix
Sireix é uma comuna francesa na região administrativa de Occitânia, no departamento dos Altos Pirenéus. Estende-se por uma área de 1,73 km². Em 2010 a comuna tinha 64 habitantes (densidade: 37 hab./km²).